# Danh sách tiểu hành tinh: 17701–17800
| Tên                 | Tên đầu tiên | Ngày phát hiện       | Nơi phát hiện  | Người phát hiện                                  |
| ------------------- | ------------ | -------------------- | -------------- | ------------------------------------------------ |
| 17701 -             | 1997 GU41    | 9 tháng 4 năm 1997   | La Silla       | E. W. Elst                                       |
| 17702 Kryštofharant | 1997 JD      | 1 tháng 5 năm 1997   | Ondřejov       | P. Pravec                                        |
| 17703 Bombieri      | 1997 RS5     | 9 tháng 9 năm 1997   | Prescott       | P. G. Comba                                      |
| 17704 -             | 1997 UM5     | 21 tháng 10 năm 1997 | Kitt Peak      | Spacewatch                                       |
| 17705               | 1997 UM24    | 28 tháng 10 năm 1997 | Xinglong       | Chương trình tiểu hành tinh Bắc Kinh Schmidt CCD |
| 17706 -             | 1997 VA6     | 9 tháng 11 năm 1997  | Oizumi         | T. Kobayashi                                     |
| 17707               | 1997 VM7     | 2 tháng 11 năm 1997  | Xinglong       | Chương trình tiểu hành tinh Bắc Kinh Schmidt CCD |
| 17708 -             | 1997 WB      | 18 tháng 11 năm 1997 | Woomera        | F. B. Zoltowski                                  |
| 17709 -             | 1997 WV1     | 19 tháng 11 năm 1997 | Oizumi         | T. Kobayashi                                     |
| 17710 -             | 1997 WT2     | 23 tháng 11 năm 1997 | Oizumi         | T. Kobayashi                                     |
| 17711 -             | 1997 WA7     | 23 tháng 11 năm 1997 | Kitt Peak      | Spacewatch                                       |
| 17712 Fatherwilliam | 1997 WK7     | 19 tháng 11 năm 1997 | Nachi-Katsuura | Y. Shimizu, T. Urata                             |
| 17713 -             | 1997 WJ20    | 25 tháng 11 năm 1997 | Kitt Peak      | Spacewatch                                       |
| 17714 -             | 1997 WR38    | 29 tháng 11 năm 1997 | Socorro        | LINEAR                                           |
| 17715 -             | 1997 WZ39    | 29 tháng 11 năm 1997 | Socorro        | LINEAR                                           |
| 17716 -             | 1997 WW43    | 29 tháng 11 năm 1997 | Socorro        | LINEAR                                           |
| 17717 -             | 1997 XL      | 3 tháng 12 năm 1997  | Oizumi         | T. Kobayashi                                     |
| 17718 -             | 1997 XZ      | 3 tháng 12 năm 1997  | Oizumi         | T. Kobayashi                                     |
| 17719               | 1997 XV1     | 2 tháng 12 năm 1997  | Nachi-Katsuura | Y. Shimizu, T. Urata                             |
| 17720 Manuboccuni   | 1997 XH10    | 7 tháng 12 năm 1997  | Cima Ekar      | U. Munari, M. Tombelli                           |
| 17721               | 1997 XT10    | 10 tháng 12 năm 1997 | Xinglong       | Chương trình tiểu hành tinh Bắc Kinh Schmidt CCD |
| 17722               | 1997 YT1     | 21 tháng 12 năm 1997 | Xinglong       | Beijing Schmidt CCD Asteroid Program             |
| 17723               | 1997 YA4     | 22 tháng 12 năm 1997 | Xinglong       | Beijing Schmidt CCD Asteroid Program             |
| 17724 -             | 1997 YZ5     | 25 tháng 12 năm 1997 | Oizumi         | T. Kobayashi                                     |
| 17725 -             | 1997 YQ7     | 27 tháng 12 năm 1997 | Oizumi         | T. Kobayashi                                     |
| 17726               | 1997 YS10    | 22 tháng 12 năm 1997 | Xinglong       | Chương trình tiểu hành tinh Bắc Kinh Schmidt CCD |
| 17727 -             | 1997 YU11    | 30 tháng 12 năm 1997 | Oizumi         | T. Kobayashi                                     |
| 17728 -             | 1997 YM12    | 21 tháng 12 năm 1997 | Kitt Peak      | Spacewatch                                       |
| 17729 -             | 1997 YW14    | 28 tháng 12 năm 1997 | Kitt Peak      | Spacewatch                                       |
| 17730 -             | 1998 AS4     | 6 tháng 1 năm 1998   | Kitt Peak      | Spacewatch                                       |
| 17731 -             | 1998 AD10    | 15 tháng 1 năm 1998  | Caussols       | ODAS                                             |
| 17732 -             | 1998 AQ10    | 1 tháng 1 năm 1998   | Kitt Peak      | Spacewatch                                       |
| 17733 -             | 1998 BS1     | 19 tháng 1 năm 1998  | Oizumi         | T. Kobayashi                                     |
| 17734 Boole         | 1998 BW3     | 22 tháng 1 năm 1998  | Prescott       | P. G. Comba                                      |
| 17735 -             | 1998 BG7     | 24 tháng 1 năm 1998  | Haleakala      | NEAT                                             |
| 17736 -             | 1998 BA12    | 23 tháng 1 năm 1998  | Socorro        | LINEAR                                           |
| 17737 Sigmundjähn   | 1998 BF14    | 27 tháng 1 năm 1998  | Drebach        | J. Kandler                                       |
| 17738 -             | 1998 BS15    | 24 tháng 1 năm 1998  | Haleakala      | NEAT                                             |
| 17739 -             | 1998 BY15    | 25 tháng 1 năm 1998  | Haleakala      | NEAT                                             |
| 17740 -             | 1998 BC19    | 27 tháng 1 năm 1998  | Sormano        | A. Testa, P. Ghezzi                              |
| 17741 -             | 1998 BS23    | 26 tháng 1 năm 1998  | Kitt Peak      | Spacewatch                                       |
| 17742 -             | 1998 BP25    | 28 tháng 1 năm 1998  | Oizumi         | T. Kobayashi                                     |
| 17743 -             | 1998 BA31    | 26 tháng 1 năm 1998  | Kitt Peak      | Spacewatch                                       |
| 17744 Jodiefoster   | 1998 BZ31    | 18 tháng 1 năm 1998  | Caussols       | ODAS                                             |
| 17745 -             | 1998 BG34    | 22 tháng 1 năm 1998  | Kitt Peak      | Spacewatch                                       |
| 17746 Haigha        | 1998 BU41    | 30 tháng 1 năm 1998  | Gekko          | T. Kagawa, T. Urata                              |
| 17747               | 1998 BJ42    | 26 tháng 1 năm 1998  | Xinglong       | Chương trình tiểu hành tinh Bắc Kinh Schmidt CCD |
| 17748 Uedashoji     | 1998 CL      | 1 tháng 2 năm 1998   | Saji           | Saji                                             |
| 17749 -             | 1998 DW1     | 19 tháng 2 năm 1998  | Farra d'Isonzo | Farra d'Isonzo                                   |
| 17750 -             | 1998 DZ1     | 18 tháng 2 năm 1998  | Woomera        | F. B. Zoltowski                                  |
| 17751 -             | 1998 DN3     | 22 tháng 2 năm 1998  | Haleakala      | NEAT                                             |
| 17752 -             | 1998 DM4     | 22 tháng 2 năm 1998  | Haleakala      | NEAT                                             |
| 17753 -             | 1998 DZ5     | 22 tháng 2 năm 1998  | Haleakala      | NEAT                                             |
| 17754               | 1998 DN8     | 21 tháng 2 năm 1998  | Xinglong       | Chương trình tiểu hành tinh Bắc Kinh Schmidt CCD |
| 17755 -             | 1998 DU11    | 24 tháng 2 năm 1998  | Haleakala      | NEAT                                             |
| 17756 -             | 1998 DM13    | 25 tháng 2 năm 1998  | Haleakala      | NEAT                                             |
| 17757 -             | 1998 DG15    | 22 tháng 2 năm 1998  | Haleakala      | NEAT                                             |
| 17758 -             | 1998 DC18    | 23 tháng 2 năm 1998  | Kitt Peak      | Spacewatch                                       |
| 17759 Hatta         | 1998 DA24    | 17 tháng 2 năm 1998  | Nachi-Katsuura | Y. Shimizu, T. Urata                             |
| 17760 -             | 1998 DU33    | 27 tháng 2 năm 1998  | La Silla       | E. W. Elst                                       |
| 17761 -             | 1998 DV34    | 27 tháng 2 năm 1998  | La Silla       | E. W. Elst                                       |
| 17762 -             | 1998 DY34    | 27 tháng 2 năm 1998  | La Silla       | E. W. Elst                                       |
| 17763 -             | 1998 EG      | 1 tháng 3 năm 1998   | Caussols       | ODAS                                             |
| 17764 Schatzman     | 1998 ES1     | 2 tháng 3 năm 1998   | Caussols       | ODAS                                             |
| 17765               | 1998 EZ2     | 1 tháng 3 năm 1998   | Xinglong       | Chương trình tiểu hành tinh Bắc Kinh Schmidt CCD |
| 17766 -             | 1998 ES3     | 2 tháng 3 năm 1998   | Oizumi         | T. Kobayashi                                     |
| 17767 -             | 1998 EJ6     | 1 tháng 3 năm 1998   | Caussols       | ODAS                                             |
| 17768 Tigerlily     | 1998 EO8     | 3 tháng 3 năm 1998   | Oohira         | T. Urata                                         |
| 17769 -             | 1998 EM9     | 15 tháng 3 năm 1998  | Oizumi         | T. Kobayashi                                     |
| 17770 Baumé         | 1998 EU11    | 1 tháng 3 năm 1998   | La Silla       | E. W. Elst                                       |
| 17771 -             | 1998 EA13    | 1 tháng 3 năm 1998   | La Silla       | E. W. Elst                                       |
| 17772 -             | 1998 EP13    | 1 tháng 3 năm 1998   | La Silla       | E. W. Elst                                       |
| 17773 -             | 1998 EX13    | 1 tháng 3 năm 1998   | La Silla       | E. W. Elst                                       |
| 17774 -             | 1998 ER14    | 1 tháng 3 năm 1998   | La Silla       | E. W. Elst                                       |
| 17775 -             | 1998 FH      | 18 tháng 3 năm 1998  | Woomera        | F. B. Zoltowski                                  |
| 17776 Troska        | 1998 FF3     | 22 tháng 3 năm 1998  | Ondřejov       | P. Pravec                                        |
| 17777 Ornicar       | 1998 FV9     | 24 tháng 3 năm 1998  | Caussols       | ODAS                                             |
| 17778 -             | 1998 FT11    | 24 tháng 3 năm 1998  | Haleakala      | NEAT                                             |
| 17779 Migomueller   | 1998 FK12    | 26 tháng 3 năm 1998  | Caussols       | ODAS                                             |
| 17780 -             | 1998 FY13    | 24 tháng 3 năm 1998  | Haleakala      | NEAT                                             |
| 17781 Kepping       | 1998 FH23    | 20 tháng 3 năm 1998  | Socorro        | LINEAR                                           |
| 17782 -             | 1998 FD26    | 20 tháng 3 năm 1998  | Socorro        | LINEAR                                           |
| 17783 -             | 1998 FO29    | 20 tháng 3 năm 1998  | Socorro        | LINEAR                                           |
| 17784 Banerjee      | 1998 FF30    | 20 tháng 3 năm 1998  | Socorro        | LINEAR                                           |
| 17785 Wesleyfuller  | 1998 FX35    | 20 tháng 3 năm 1998  | Socorro        | LINEAR                                           |
| 17786 -             | 1998 FL36    | 20 tháng 3 năm 1998  | Socorro        | LINEAR                                           |
| 17787 -             | 1998 FT39    | 20 tháng 3 năm 1998  | Socorro        | LINEAR                                           |
| 17788 -             | 1998 FT41    | 20 tháng 3 năm 1998  | Socorro        | LINEAR                                           |
| 17789 -             | 1998 FJ49    | 20 tháng 3 năm 1998  | Socorro        | LINEAR                                           |
| 17790 -             | 1998 FN49    | 20 tháng 3 năm 1998  | Socorro        | LINEAR                                           |
| 17791 -             | 1998 FN54    | 20 tháng 3 năm 1998  | Socorro        | LINEAR                                           |
| 17792 -             | 1998 FR56    | 20 tháng 3 năm 1998  | Socorro        | LINEAR                                           |
| 17793 -             | 1998 FO58    | 20 tháng 3 năm 1998  | Socorro        | LINEAR                                           |
| 17794 Kowalinski    | 1998 FC60    | 20 tháng 3 năm 1998  | Socorro        | LINEAR                                           |
| 17795 Elysiasegal   | 1998 FJ61    | 20 tháng 3 năm 1998  | Socorro        | LINEAR                                           |
| 17796 -             | 1998 FM62    | 20 tháng 3 năm 1998  | Socorro        | LINEAR                                           |
| 17797 -             | 1998 FO62    | 20 tháng 3 năm 1998  | Socorro        | LINEAR                                           |
| 17798 -             | 1998 FC63    | 20 tháng 3 năm 1998  | Socorro        | LINEAR                                           |
| 17799 Petewilliams  | 1998 FC64    | 20 tháng 3 năm 1998  | Socorro        | LINEAR                                           |
| 17800 -             | 1998 FG66    | 20 tháng 3 năm 1998  | Socorro        | LINEAR                                           |